# Montserrat Marañón
Montserrat Marañón (Ciudad de México; 6 de enero de 1974) es una actriz mexicana, de televisión y teatro, aparte de incursionar en el cabaret. Es conocida por su papel de «Betzabé» en la comedia María de Todos los Ángeles.

## Biografía
Se formó en la facultad de Filosofía y Letras UNAM en la carrera de Literatura dramática y teatro. Algunos de sus maestros han sido José Caballero (perfeccionamiento actoral), Enrique Singer (creación de personaje), Alberto Lomnitz (creación de personaje), Boris Schoeman (lectura teatralizada), Omar Argentino (improvisación), Jesusa Rodríguez (dramaturgia para cabaret) entre otros.
Recibió la beca del FONCA 2005-2006 en la categoría Intérpretes Cabaret. Con esta beca, logró crear el montaje Memorias de un géiser.
Actúa en espectáculos de cabaret, algunos al lado de la maestra Jesusa Rodríguez. Desde hace 20 años es actriz invitada del grupo Seña y Verbo (teatro de sordos) trabajando en montajes para niños y adultos.
Ha incursionado en teatro comercial con las obras «La Peregrinación de los aztecas», «La Estética del crimen», «Welles» y «la pura verdad».
Lleva ocho años actuando en proyectos de teatro independientes como «El Canto del dime-dime», «Goya o los caprichos del juego de la oca» , «Las Metamorfosis».
Desde el comienzo de su carrera no ha dejado de hacer teatro para niños. También ha trabajado como cuenta-cuentos de CONACULTA. Compagina su trabajo en teatro con proyectos de publicidad.
En televisión, su papel más notable es el de Betzabé en la comedia María de todos los ángeles, junto a Mara Escalante. Ha actuado en algunas telenovelas como «El color de la pasión», «El hotel de los secretos», «Amor de Barrio» y Caer en tentación.

## Trayectoria

### Televisión
- María de todos los Ángeles (2009-2013) - Ariadne Betzabé Domínguez[3]
- El color de la pasión (2014) - Brígida de Zúñiga[4]
- Amor de barrio (2015) - Rosa Arriaga de Vasconcelos[5]
- Noches con Platanito (2016)  - Invitada
- El hotel de los secretos (2016) - María Reyes de Rangel
- Caer en tentación (2017-2018) - Lisa Ávalos[6]
- La usurpadora (2019) - Montserrat "Monse"
- Nosotros los guapos (2019-2020) - Bertha
- La mexicana y el güero (2020-2021) - La Chabela[7]
- S.O.S me estoy enamorando (2021-2022) - Zulma[8]
- Albertano contra los mostros (2022) - Doña Catita[9]
- La madrastra (2022) - Cándida Núñez de Núñez
- Perdona nuestros pecados (2023) - Flor
- Contra las Cuerdas (2023) -  Policía
- Nadie nos va a extrañar  (2024) - Madre de Marifer
- Regalo de Amor (2025)

### Teatro
- La Peregrinación de los aztecas
- La estética del crimen
- El canto del dime-dime
- Goya o los caprichos del juego de la oca
- La metamorfosis
- Welles
- La pura verdad
- Duende está el misterio
- El buen Sazón
- "La Tía Mariela"
- "Panorama desde el Puente"

### Cine
- Malos días, mi amor (2006; cortometraje) - Cucú
- Desde abajo (2015; cortometraje) - Mariana
- Manual de principiantes para ser presidente (2016) - María Navarro
- Souvenir (2018) - Amalia
- Tiempo compartido (2018) - Gloria Aboytes
- Todas las pecas del mundo (2019) - Yolanda
- Ahí te encargo (2020) - Jackie[10]
- Sexo, pudor y lágrimas 2 (2022)
- Tótem (2023)